# Diócesis de Carabayllo
La diócesis de Carabayllo (en latín: Dioecesis Carabaillensis) es una circunscripción eclesiástica de la Iglesia católica en Perú. Se trata de una diócesis latina, sufragánea de la arquidiócesis de Lima. Desde el 20 de abril de 2022 su obispo es Neri Menor Vargas, de O.F.M..

## Territorio y organización
La diócesis tiene 1504 km² y extiende su jurisdicción sobre los fieles católicos de rito latino residentes en los siguientes distritos de la parte septentrional de la provincia de Lima del departamento de Lima: Ancón, Carabayllo, Comas, Independencia, Los Olivos, Puente Piedra, San Martín de Porres y Santa Rosa. También forma parte de la diócesis el distrito de Santa Rosa de Quives de la provincia de Canta.
La sede de la diócesis se encuentra en la ciudad de Sol de Oro, en el distrito de Los Olivos, en donde se halla la Catedral del Buen Pastor.
En 2021 en la diócesis existían 52 parroquias agrupadas en 4 vicarías. Hay cuatro santuarios diocesanos y 204 capillas. Además, cuenta con el Seminario Mayor Mater Misericordiae que es un seminario de formación vocacional para sacerdotes, la Universidad Católica "Sedes Sapientiae", y varias instituciones educativas de educación inicial, primaria, secundaria, de capacidades diferentes (CED El Buen Pastor, CMT Jesús Obrero, etc), preuniversitarias (Instituto "El Buen Pastor") y de formación técnica (CETPRO "El Buen Pastor").
El trabajo social de esta diócesis se ejecuta a través de Cáritas y, además, se inició una Causa de Santos para canonizar al Siervo de Dios.

## Historia
La diócesis fue erigida el 14 de diciembre de 1996 por el papa Juan Pablo II, obteniendo el territorio de la arquidiócesis de Lima. Fue reconocida ese mismo mes por el Estado peruano a través del decreto supremo 027-97-JUS y en febrero del siguiente año, se nombró a Lino Mario Panizza Richero como primer obispo.
En 2019 Panizza Richero presentó su renuncia por edad al cargo. En abril de 2022, el papa Francisco la acepta y nombró a Neri Menor Vargas como nuevo obispo de Carabayllo, quien tomó posesión canónica del cargo el 25 de junio de ese mismo año.

## Estadísticas
Según el Anuario Pontificio 2022 la diócesis tenía a fines de 2021 un total de 2 604 860 fieles bautizados.
| Año                                                                             | Población            | Población | Población      | Sacerdotes | Sacerdotes    | Sacerdotes    | Bautizados por sacerdote | Diáconos permanentes | Religiosos | Religiosos | Parroquias |
| Año                                                                             | Bautizados católicos | Total     | % de católicos | Total      | Clero secular | Clero regular | Bautizados por sacerdote | Diáconos permanentes | Varones    | Mujeres    | Parroquias |
| ------------------------------------------------------------------------------- | -------------------- | --------- | -------------- | ---------- | ------------- | ------------- | ------------------------ | -------------------- | ---------- | ---------- | ---------- |
| 1999                                                                            | 1 785 905            | 1 990 815 | 89.7           | 60         | 26            | 34            | 29 765                   | 5                    | 42         | 150        | 40         |
| 2000                                                                            | 1 875 905            | 1 990 815 | 94.2           | 80         | 46            | 34            | 23 448                   | 5                    | 41         | 156        | 40         |
| 2001                                                                            | 1 900 000            | 2 000     | 95.0           | 71         | 38            | 33            | 26 760                   | 13                   | 61         | 166        | 41         |
| 2002                                                                            | 1 800 600            | 2 000     | 90.0           | 59         | 31            | 28            | 30 518                   | 14                   | 67         | 184        | 41         |
| 2003                                                                            | 1 900 000            | 2 100 000 | 90.5           | 75         | 45            | 30            | 25 333                   | 1                    | 67         | 190        | 41         |
| 2004                                                                            | 2 000                | 2 300 000 | 87.0           | 72         | 36            | 36            | 27 777                   | 14                   | 70         | 190        | 41         |
| 2006                                                                            | 2 053 000            | 2 360 000 | 87.0           | 99         | 50            | 49            | 20 737                   | 14                   | 81         | 190        | 41         |
| 2013                                                                            | 2 347 000            | 2 546 029 | 92.2           | 104        | 68            | 36            | 22 567                   | 9                    | 67         | 205        | 44         |
| 2016                                                                            | 2 522 473            | 3 100 530 | 81.4           | 124        | 82            | 42            | 20 342                   | 9                    | 68         | 201        | 44         |
| 2019                                                                            | 2 523 421            | 3 135 000 | 80.5           | 114        | 95            | 19            | 22 135                   | 8                    | 43         | 166        | 50         |
| 2021                                                                            | 2 604 860            | 3 237 650 | 80.5           | 130        | 97            | 33            | 20 037                   | 7                    | 57         | 161        | 52         |
| Fuente: Catholic-Hierarchy, que a su vez toma los datos del Anuario Pontificio. |                      |           |                |            |               |               |                          |                      |            |            |            |

## Episcopologio
- Lino Panizza Richero, O.F.M.Cap. (14 de diciembre de 1996-20 de abril de 2022 retirado)
- Neri Menor Vargas, O.F.M., desde el 20 de abril de 2022